# Подлех, Дитрих
Дитрих Подлех (нем. Dietrich Podlech; 28 апреля 1931, Ахен, Ахен — 21 декабря 2021) — немецкий ботаник, работавший преподавателем в Мюнхенском университете, в основном в области систематической ботаники.

## Биография
Дитрих Подлех родился в Аахене в 1931 году в семье Марии Подлех, урождённой Гшвенд, и учителя Вильгельма Подлеха. Он изучал химию и биологию (фармацевтическую биологию) в Университете Бонна и получил там докторскую степень в 1958 году под руководством Максимилиана Штайнера по теме исследований экологии атлантических растений на границах их ареалов.
С 1958 года работал ассистентом в Боннском университете, а с 1960 по 1965 год — научным ассистентом в Мюнхене, где работал с Германом Мерксмюллером в Ботанической государственной коллекции в Мюнхене. В Мюнхене в 1965 году перешёл на биологический факультет Мюнхенского университета имени Людвига Максимилиана, где стал профессором систематической ботаники. С 1965 по 1967 год он работал куратором Ботанической государственной коллекции, с 1967 по 1971 год — научным консультантом, а с 1971 года и до выхода на пенсию в 1996 году — профессором в Институте систематической ботаники и микологии Мюнхенского университета.
Его работа была сосредоточена на семействе Cyperaceae, особенно роде Carex, затем Campanula и Saxifraga, а с середины 1960-х годов — на различных семействах для «Prodromus of a Flora of Southwest Africa» Мерксмюллера. Начиная с 1970-х годов Подлех преимущественно работал над астрагалом, самым богатым видами родом цветковых растений. Многочисленные поездки, особенно в Афганистан (четыре поездки с 1965 по 1979 год, в течение 44 месяцев (более трех с половиной лет), в ходе которых были исследованы все 28 провинций страны), привели к созданию гербария, который ценен и сегодня: его дубликаты хранятся в гербарии Кабульского университета и Мюнхена. Подлех был католиком, женился на Марии Штайнер в 1962 году, жил в Хебертсхаузене и имел пятерых детей. В конце 1991 года Дитрих Подлех и Юрке Грау, недавно назначенный на должность в том году, основали университетский гербарий Университета Людвига Максимилиана, основой которого стал собственный гербарий Подлеха из 90 000 экземпляров, который вскоре вырос до 200 000 экземпляров благодаря обмену и дальнейшим сборам, став вторым по величине гербарием в Баварии на тот момент.

## Признание
Род растений Podlechiella Maassoumi & Kaz.Osaloo из семейства бобовых (Fabaceae) назван в честь Подлеха.

## Публикации
- Контрольный список цветковых растений Афганистана (2012), около 4500 таксонов
- Podlech, D. & Sh. Zarre 2013 A taxonomic revision of the genus Astragalus L. (Leguminosae) in the Old Word
- Naturführer Heilpflanzen, два Naturführer «Blumen», Naturführer Pflanzen des Mittelmeeres, частично с Вольфгангом Липпертом, переведены на несколько языков.